# کانکلینگ پارک، آیداهو
کانکلینگ پارک (به انگلیسی: Conkling Park) یک منطقهٔ مسکونی در ایالات متحده آمریکا است که در شهرستان کوتنای، آیداهو واقع شده‌است. کانکلینگ پارک ۴۳ نفر جمعیت دارد و ۶۷۳٫۰۱ متر بالاتر از سطح دریا واقع شده‌است.